# La Iguala (ort)
La Iguala är en ort i Honduras.   Den ligger i departementet Departamento de Lempira, i den västra delen av landet, 150 km väster om huvudstaden Tegucigalpa. La Iguala ligger 926 meter över havet och antalet invånare är 18 043.
Terrängen runt La Iguala är kuperad. Runt La Iguala är det ganska glesbefolkat, med 39 invånare per kvadratkilometer. La Iguala är det största samhället i trakten.  